# Alexander Kidjajew
Alexander Kidjajew (russisch Александр Кидяев, wiss. Transliteration Aleksandr Kidjaev; * 25. April 1940 in Moskau) ist ein ehemaliger sowjetischer Gewichtheber.

## Werdegang
Der Ukrainer Alexander Kidjajew begann 1959 mit dem Gewichtheben. Nach ersten Erfolgen im Juniorenbereich und auf regionaler Ebene gewann er 1965, für "Avangard" Lugansk startend, erstmals die sowjetische Meisterschaft im Leichtschwergewicht. Im selben Jahr wurde er bei den Europameisterschaften in Sofia auch Europameister im Leichtschwergewicht, musste aber bei den Weltmeisterschaften in Teheran überraschenderweise eine Niederlage durch den 20-jährigen Polen Norbert Ozimek einstecken. Bei den Weltmeisterschaften 1970 in Columbus/USA, der zweiten, die er bestritt, hatte er mit 3 Fehlversuchen im Drücken Pech und blieb unplatziert. Im Laufe seiner langen Karriere gelangen ihm aber viele große Siege und hervorragende Platzierungen gegen schwerste Konkurrenz. In Jaan Talts und David Rigert aber hatte er in der Mittelschwergewichtsklasse, der Klasse, in der er seit 1967 startete, zwei unbezwingbare Gegner im eigenen Lande. Für die Teilnahme an Olympischen Spielen konnte er sich deshalb weder 1968 noch 1972 qualifizieren.

## Internationale Erfolge
(WM = Weltmeisterschaft, EM = Europameisterschaft, Ls = Leichtschwergewicht, Ms = Mittelschwergewicht)
- 1965, 1. Platz, Großer Preis der UdSSR, Ls, mit 465 kg, vor Wladimir Woiciechowski, UdSSR, 445 kg und Géza Tóth, Ungarn, 437,5 kg;
- 1965, 1. Platz, EM in Sofia, Ls, mit 467,5 kg, vor Hans Zdražila, CSSR, 460 kg und Norbert Ozimek, Polen, 445 kg;
- 1965, 2. Platz, WM in Teheran, Ls, mit 460 kg, hinter Ozimek, 472,5 kg und vor Jerzy Kaczkowski, Polen, 445 kg;
- 1966, 3. Platz, Großer Preis der UdSSR in Riga, Ls, mit 445 kg, hinter Wladimir Beljajew, UdSSR, 465 kg und Scharipow, UdSSR, 457,5 kg;
- 1967, 2. Platz, Großer Preis der UdSSR in Tiflis, Ms, mit 485 kg, hinter Jaan Talts, UdSSR, 490 kg und vor Anatoli Kalinitschenko, 482,5 kg;
- 1969, 2. Platz, Großer Preis der UdSSR in Kiew, Ms, mit 482,5 kg, hinter Talts, 505 kg und vor Kauko Kangasniemi, Finnland, 482,5 kg;
- 1970, 1. Platz, Großer Preis von Teheran, Ms, mit 490 kg, vor Rygula, Polen, 470 kg;
- 1970, 1. Platz, Turnier in Saporischschja, Ms, mit 527,5 kg, vor David Rigert, 515 kg und Choroschajew, 505 kg;
- 1970, unplatziert, WM in Columbus/USA, Ms, nach 3 Fehlversuchen im Drücken; Sieger: Wassili Kolotow, UdSSR, 537,5 kg, vor Phil Grippaldi, USA, 490 kg;
- 1971, 2. Platz, Großer Preis der UdSSR in Rostow, Ms, mit 507,5 kg, hinter Rigert, 542,5 kg und vor Nagy, Ungarn, 497,5 kg;
- 1973, 1. Platz, Turnier in Sotschi, Ms, mit 352,5 kg (Zweikampf), vor Boris Selitski, UdSSR, 340 kg und Tarkil, UdSSR, 340 kg.

## UdSSR-Meisterschaften
- 1965, 1. Platz, Ls, mit 470 kg, vor Viktor Schichow, 450 kg und Rudolf Schum, 450 kg;
- 1967, 3. Platz, Ms, mit 475 kg, hinter Jaan Talts, 502,5 kg und Anatoli Kalinitschenko, 482,5 kg;
- 1968, 2. Platz, Ms, mit 492,5 kg, hinter Talts, 500 kg und vor Kalinitschenko, 487,5 kg;
- 1969, 1. Platz, Ms, mit 487,5 kg, vor Zarenko, 487,5 kg und Scharipow, 462,5 kg;
- 1971, 4. Platz, Ms, mit 517,5 kg, hinter Kolotow, 537,5 kg, Rigert, 535 kg und Serhej Poltorazkyj, 520 kg;
- 1972, 2. Platz, Ms, mit 537,5 kg, hinter Rigert, 555 kg und vor Terechow, 522,5 kg.

## Weltrekorde
Im Drücken:
- 176,0 kg, 1968 in Konotop, Ms,
- 183,5 kg, 1970 in Aluschta, Ma.